# Bill Atkinson (baseball)
Pour les articles homonymes, voir William Atkinson, Bill Atkinson et Atkinson.
William Cecil Glenn Atkinson (né le 4 octobre 1954 à Chatham, Ontario, Canada) est un lanceur de relève droitier qui joue dans les Ligues majeures de baseball pour les Expos de Montréal de 1976 à 1979.

## Carrière
Bill Atkinson signe son premier contrat professionnel avec les Expos de Montréal en 1971. Il fait ses débuts dans le baseball majeur avec cette équipe le 18 septembre 1976. Intégré à la rotation de releveurs des Expos en 1977, il fait 55 apparitions au monticule à sa saison recrue, présentant une moyenne de points mérités de 3,35 en 83 manches et un tiers lancées. Il enregistre sept sauvetages et est le lanceur gagnant dans sept de ses neuf décisions. 
Sa fiche est de 2-2 avec trois sauvetages en 29 sorties en 1978 mais sa moyenne de points mérités s'élève à 4,37. Il joue 10 matchs en 1979 et présente une moyenne de seulement 1,98 avec deux gains, aucun revers et une victoire protégée.
Bill Atkinson joue 98 parties dans les majeures, toutes avec Montréal. Sa fiche victoires-défaites est de 11-4 avec 11 sauvetages. Il conserve une moyenne de points mérités de 3,42 en 147 manches et un tiers lancées avec 99 retraits sur des prises. Il joue plusieurs saisons en ligues mineures dans l'organisation des White Sox de Chicago avant de mettre un terme à sa carrière en 1983.